# 장성군의 향토문화유산
장성군의 향토문화유산은 문화재보호법에 의거 "문화재"로 지정되지 아니한 것으로 인위적, 자연적으로 형성된 향토적 유산으로서 역사, 예술, 학술, 경관적 가치가 큰 것과 이에 준하는 고고학자료 등을 말하며 그 유형은 다음 각호와 같다.
1. 향토유형문화유산 : 건조물, 전적, 서적, 회화, 조각, 고고학자료, 성곽, 명승지, 동식물자생지, 민속자료 등 유형의 문화적 소산으로서 향토 문화 보존에 필요한 것
2. 향토무형문화유산 : 연극, 음악, 무용, 공예기술, 의식 등 무형의 문화적 소산 으로서 향토 문화 보존에 필요한 것

## 참고 문헌
- 장성군 홈페이지 - 고시/공고